# Dryomyza anilis
Dryomyza anilis är en tvåvingeart som beskrevs av Fallen 1820. Dryomyza anilis ingår i släktet Dryomyza och familjen buskflugor. Inga underarter finns listade i Catalogue of Life.